# Saint-Quentin
|  | Per a altres significats, vegeu «Saint-Quentin (desambiguació)». |

Saint-Quentin (en picard: Saint-Kintin o Saint-Quintin, en flamenc: Sint-Kwintens, en català: Sant Quintí) és un municipi francès situat al departament de l'Aisne i a la regió dels Alts de França. L'any 1999 tenia 59.066 habitants. És una localitat i comuna francesa, situada al departamentd'Aisne, a la regió dels Alts de França. És la capital de la comarca d'Haute-Picardie, al centre de la regió natural del Vermandois, a les ribes del riu Somme. El gentilici dels seus habitants és el de saint-quentinois.
Saint-Quentin és membre de la Communauté d'aglomération de Saint-Quentin i és el cap dels cantons Saint-Quentin-Centre, Saint-Quentin-Nord i del Saint-Quentin-Sud.

## Geografia i transports
Sant Quintí és a la ribera del riu Somme, poc després del seu naixement a Fonsomme.
La ciutat disposa d'una situació geogràfica interessant: a l'encreuament de camins entre París, Amiens, Reims, Lilla i Brussel·les, entre les RN29 i RN 44.
En tal posició, hi ha la presència de dues autopistes: l'A26 (que uneix Arràs, Lilla i Calais amb Reims) i l'A29, que lliga Saint-Quentin amb Amiens i Rouen. Així mateix, també és centre d'una xarxa ferroviària entre Paris-Nord-Aymeries. A prop de Sant Quintí, també hi ha l'estació de TGV de l'Haute-Picardia, situada a Ablaincour-Pressoir. També hi ha tren de Sant Quintí a Amiens.
El canal de Saint-Quentin travessa la ciutat. Fou dels més importants de França, ja que en els 1960/70 uní els rius Escaut, Somme i l'Oise.
La ciutat està dotada d'un sistema d'autobús urbà (6 línies) que uneix el centre de la ciutat amb els barris perifèrics.

## Economia
- Metal·lúrgia, lligada al manteniment, a l'agroalimentària (sucre) i a la construcció de motocicletes i de barques de motor (MBK/Yamaha);
- Química;
- Indústria alimentària;
- Tèxtil.

A Sant Quintí, hi ha ubicada la Cambra de comerç i indústria de l'Aisne.

## Demografia
- 1931: 49.448 habitants.
- 1954: 53.866 habitants.
- 1975: 67.243 habitants.
- 1990: 60.644 habitants.
- 1999: 59.066 habitants.
- 2005: 57.100 habitants.

Fonts= Cassini i INSEE

## Història
El seu origen està en l'assentament romà d'Augusta Viromanduorum, lloc en què hi hagué el suplici de l'evangelitzador cristià amb el qual més tard fou batejada la ciutat.
La seva posició estratègica, en la ruta que enllaça París amb Lilla i Brussel·les, fou escenari de la batalla de Sant Quintí (1557), en la qual tropes al servei de Felip II d'Espanya posaren setge a la plaça defensada per l'almirall Gaspar de Coligny i a altres ocupacions militars el 1814 i 1815, per les forces de la coalició contra Napoleó I, durant la Guerra francoprussiana i a la Primera Guerra Mundial, en la qual la ciutat fou pràcticament destruïda.

## Administració
La ciutat de Sant Quintí està dividida en tres cantons: el cantó de Sant Quintí Centre (20.189 habitants); el cantó de Sant Quintí Nord, que inclou una part de la ciutat i altres comunes petites (25.830 habitants); i el cantó de Sant Quintí Sud, que també inclou pobles com Gauchy, harly i Homblières (27.887 habitants).
Alcalde actual: Pierre André, de la UMP, que també és senador de l'Aisne i president de la comunitat de l'aglomeració urbana de Sant Quintí. Fou elegit el 1995 i reelegit pel mandat de 2008-2014.

## Monuments i llocs d'interès
Sant Quintí està classificada com a ciutat d'art i història. L'art déco està fortament representat a la ciutat. Hi ha moltes façanes reconstruïdes després de la Primera Guerra Mundial que són classificades com a Monument històric. Hi ha unes 3.000 façanes ressenyades, de les quals s'han classificat unes 300.
La ciutat disposa de 3 flors atorgades pel Consell de les Villes et Villages Fleuris de França en el Concours des villes et villages fleuris.

### Monuments
- La basílica de Sant Quintí. Edifici gòtic d'inicis del s. XIII, tot i que l'essencial se'n va construir al s. XV.
- L'Hôtel de Ville, d'estil gòtic, construït el 1509.
- El Teatre Municipal Jean-Vilar, construït el 1844, segons els plànols de Monsenyor Guy, arquitecte de Caen. De tipus italià. Decoracions i escultures molt interessants.
- Les Béguinages.
- El palau Fervaques, construït entre 1897 i 1911 a l'emplaçament de l'antiga abadia de Ferbaques.
- La porta dels Artillers.
- L'estació de Ferrocarril, d'estil d'art déco, de l'arquitecte Gustave Umbdenstock.
- El monument de la commemoració de la defensa heroica de Sant Quintí pels seus habitants, en la batalla de Sant Quintí (1557) contra l'exèrcit del rei Felip II d'Espanya.

### Museus
- Museu de les Papallones. Disposa de més de 600.000 espècimens.
- Museu Antoine-Lécuyer, consagrat al pintor d'aquarel·les del s. XVIII, Maurice Quentin de La Tour. Altres obres dels s. XVIII, XIX i XX.
- La Société académique, que conté un interessant museu arqueològic.